# Francesco Molinari
Francesco Molinari (sinh ngày 8 tháng 11 năm 1982) là một tay golf chuyên nghiệp người Ý chơi cho PGA Tour và European Tour. Molinari là người chiến thắng sáu lần trong đợt thi đấu European Tour, bao gồm cả giải vô địch 2018 BMW PGA Championship, và 2018 tháng 7, anh đã giành được giải đấu PGA Tour đầu tiên tại Quicken Loans National. Sau đó ông đã giành được giải vô địch mở rộng năm 2018, chiến thắng lớn đầu tiên của mình, và chiến thắng đầu tiên của một tay golf chuyên nghiệp người Ý.

## Tiểu sử và sự nghiệp nghiệp dư
Molinari sinh ra ở Turin, Ý, và là em trai của Edoardo Molinari. Với tư cách là một người nghiệp dư, anh đã giành được giải Vô địch Chơi Amateur Stroke Ý hai lần, và Giải vô địch Chơi trận đấu Ý năm 2004. Anh đã trở thành chuyên nghiệp vào cuối năm đó.

## Sự nghiệp chuyên nghiệp
Molinari đã giành được thẻ European Tour năm 2005 thông qua trường đấu loại. Anh kết thúc ở vị trí thứ 86 trong Order of Merit của tour diễn trong mùa tân binh của anh.
Vào tháng 5 năm 2006, Molinari tuyên bố chiến thắng European Tour đầu tiên của mình, trở thành người Ý đầu tiên kể từ Massimo Mannelli vào năm 1980 để giành chiến thắng Telecom Italia Open. Chiến thắng này đã giúp anh hoàn thành thứ 38 trên Huân chương khen thưởng. Molinari đã không giành chiến thắng trên Tour giữa năm 2007 và 2009 nhưng trong thời gian đó, anh đã ghi hai mươi kết thúc top 10 bao gồm ba kết thúc hạng nhì. Ông đã hoàn thành 60 trên Order of Merit vào năm 2007, 24 trong năm 2008 và 14 trong Race to Dubai vào năm 2009. Trong tháng 10 năm 2009, Molinari đã lọt vào top 50 bảng xếp hạng Golf chính thức lần đầu tiên.
Vào ngày 29 tháng 11 năm 2009, Molinari, cùng với người anh trai Edoardo, đã dẫn dắt Ý đến chiến thắng World Cup đầu tiên tại World Cup Omega Mission Hills ở Trung Quốc.
Vào ngày 7 tháng 11 năm 2010, Molinari đã giành giải WGC-HSBC Champions tại Thượng Hải, Trung Quốc. Anh đã đánh bại Lee Westwood bằng một cú đánh, kết thúc ở hạng dưới 19. Chiến thắng đã đưa anh vào vị trí thứ 14 trong bảng xếp hạng Golf thế giới, xếp hạng cao nhất trong 8 năm. Anh cũng ghi được mười một kết thúc top 10, bao gồm hai kết thúc hạng nhì trên đường tới vị trí thứ 5 trong Race to Dubai.